# Adriano Aparecido Silva
Adriano Aparecido Silva (Cáceres, 12 de outubro de 1970 – Cuiabá, 3 de junho de 2020), mais conhecido simplesmente como Adriano Silva, foi um político e professor brasileiro do estado de Mato Grosso.

## Carreira
Antes de seguir carreira na política, Silva atuou como professor do curso de direito da Universidade do Estado de Mato Grosso (Unemat) e também ocupou o cargo de Reitor da instituição entre 2010 e 2014. Além disso, ele também exerceu a função de Presidente da Fundação de Amparo à Pesquisa do Estado de Mato Grosso (FAPEMAT).
Em 2014, decidiu concorrer a uma vaga na Assembleia Legislativa de Mato Grosso (ALMT). Embora não tenha sido eleito diretamente para o cargo, foi nomeado suplente. Assumiu como deputado estadual no ano de 2016, em duas ocasiões, como suplente dos deputados Eduardo Botelho e Oscar Bezerra – respectivamente. Dirigiu sua atuação política para a educação, área que atuou por mais de vinte anos.
Em 2016, Silva decidiu concorrer às eleições para prefeito de sua cidade natal, Cáceres. A tentativa não teve sucesso, pois ele não conseguiu votos suficientes para vencer. Em 2018, Silva decidiu concorrer a uma vaga na Câmara dos Deputados, representando seu estado natal, Mato Grosso. A tentativa não teve sucesso, pois ele não conseguiu votos suficientes para a eleição, mas mais uma vez foi nomeado suplente.

## Vida pessoal e morte
Na época de sua morte, Silva era casado com Anelise Dolores de Assis Cintra com quem teve três filhos.
Em 3 de junho de 2020, Silva morreu de complicações causadas pelo COVID-19 em Cuiabá durante a pandemia de COVID-19 no Brasil.